# RD-0109
RD-0109はガス発生器サイクルで液体酸素とケロシンを燃焼するロケットエンジンである。1個のノズルを備え、RD-0105の発展型である。 このエンジンはユーリイ・ガガーリンを軌道に打ち上げたボストーク ブロック-Eに使用された。

## 開発
スプートニク1号の打上げ成功後、コロリョフはソビエト連邦共産党中央委員会宛に火星と金星に無人探査機を送る計画の一連の手紙を送った。計画の一環として3段式のR-7ロケットに4段目を追加する必要があった。この4段目はブロック-Eと呼ばれ1958年に開発が開始された。
コロリョフのOKB-1設計局は当初はブロック-E の推進装置でS.A. コズベルグのOKB-154 RD-0105を使用する8K72とグルシュコのOKB-456のRD-109エンジンを使用する8K73という2つの計画が競合した。開発の進行によりコズベルグが契約した。
1958年2月20日以降、開発の要請によりエンジンは9ヶ月で開発された。RD-0102から主要な要素と燃焼室を流用した。27基のエンジンで48回の地上試験が実施された。
1959年から1969年の間にエンジンは有人宇宙飛行のために信頼性が強化された。 推力も同様に2%増加してタンクも軌道要素に応じて増強された。同様にS.A. コズベルグによってソビエト製(後のロシア製)エンジンの定番になる製造工程に技術革新が導入された。重量を低減する目的でノズルの下部に外部の配管が不要なコルゲート金属製の冷却ジャケットが採用された。 推力が増強したのにもかかわらず、9.3%軽量化された。 この新型のエンジンはRD-0109として1960年12月22日に(ボストーク)宇宙船であるボストーク-K 8K72Kを打上げ、運用を開始した。
RD-0109はブラジル宇宙機関 L75エンジン計画の原型である。

## 歴史
最初の人工衛星の打ち上げであるスプートニク1号の打上げでは2段式のブースターであるスプートニクで地球の重力圏から脱出したものの、ルナ計画では脱出速度に到達するために3段目が必要だった。この目的の為に専用のエンジンの開発がOKB-154 (KBKhA)に課せられた。それらは3機の最初の人工衛星に使用された2段式のR-7ブースターに適合する。しかしながら、3段目は脱出速度に到達する必要がある。エンジン( RD-0105 )がOKB-154 (KBKhA)で9ヶ月間で開発された。エンジンは内部ではRO-5の名称がつけられた。
1958年9月23日の最初のルナ 8K72の飛行ではRD-0105エンジンを搭載した新しいブロック-Eステージが含まれた。打上げではルナ E-1 1号探査機が搭載されたが打上げから92秒後に長手方向の振動によりロケットは破壊され機体の周りはばらばらになり墜落した。 2回目のルナ 8K72 (1958年10月11日)によるルナ E-1 2号探査機の打上げも打ち上げ後104秒でロケットは再び振動で失敗した。 ルナ E-1 3号探査機を搭載した3回目の打上げであるルナ 8K72 (1958年12月4日)でも同様に打ち上げから245秒でブロック-I コアステージがエンジンの潤滑を喪失して停止して終了した。
1959年1月2日にルナ8K72のブロック-E 段の一部としてRD-0105は最終的に最初のミッションであるルナ1号の打ち上げに成功した。同様に初めての深宇宙エンジン点火、最初に脱出速度に到達した宇宙機で故障により月に到達はしなかったものの、最初の人工惑星になった。
1959年9月14日にRD-0105はルナ2号は月に到達した。それは最初の月面への到達で天体に着陸した最初の人工物だった。ソビエトの旗と紋章を設置した。
1960年8月19日にD-0105はコラブリ・スプートニク2号を軌道に投入した。3番目のボストーク 宇宙船で最初に動物を乗せて安全に地球に帰還した宇宙飛行だった。
1960年12月22日、ボストーク-K ブロック-Eの打ち上げでRD-0109は初飛行した。ロケットの3段目のガス発生器が故障してRD-0109は飛行できなかった。2回目のヴォストーク-Kの打ち上げ時にRD-0109はコラブリ・スプートニク4号の軌道投入に成功した。
1961年4月12日にボストーク-K 8K72K ロケットのブロック-E段の一部としてRD-0109は歴史的なボストーク1号は人類初の地球周回軌道へユーリイ・ガガーリンを運んだ。
1963年6月16日にRD-0109は最初の女性宇宙飛行士であるワレンチナ・テレシコワを乗せたボストーク6号を地球周回軌道へ運んだ。

## 派生型
増強と改良が有人仕様のRD-0105には必要で2機種の派生機種の開発につながった。：
- RD-0105 (GRAU 分類: 8D714)、RD-448またはRO-05としても知られる。[5] 最初の派生型だがいくつかの信頼性に問題があった。ルナとボストーク-L 8K72 ロケットで使用された。
- RD-0109 (GRAU 分類: 8D719). 強化され信頼性が工場した派生型でボストークシリーズで使用された。